# M
Az M a latin ábécé 13., a magyar ábécé 21. betűje. Számítógépes használatban az ASCII kódjai: nagybetű – 77, kisbetű – 109.

## Jelentései

### Csillagászat
- M: a Messier-katalógusba tartozó objektumok nevének kezdőbetűje (például M31)
- M: égitestek abszolút fényességének, magnitúdójának jelölése (nagyságrend, fényrend) (például +5M)
- m: égitestek látszólagos fényességének, magnitúdójának jelölése (például -4m)

### Filmművészet
- M – egy város keresi a gyilkost címmel jelent meg Fritz Lang filmje 1931-ben

### Fizika
- m: a tömeg jele
- m: a méter jele
- m: a milli előtag jele
- M: a Mega- előtag jele
- M: a forgatónyomaték jele
- M: a mágneses dipólusnyomaték jele

### Kémia
- m: tömeg
- M: moláris tömeg
- M: tetszőleges atomot jelöl, pl. a peroxidokat M2O2-nek is jelölik

### Közgazdaságtan
- m: a jövedelem jele a mikroökonómiában
- M: egy gazdaságban meglévő pénzmennyiség jele a makroökonómiában
- M: az import jele a makroökonómiában

### Matematika
- M: a római ezres számjegy

### Egyéb
- M: Nemzetközi autójelként Málta jele
- M: a Mariah Carey által tervezett parfüm neve
- M: A Budapesti metró hivatalos jelzése
- M: Hajnóczy Péter 1977-ben megjelent novelláskötetének címe.